# Semboku
Semboku (仙北市, Semboku-shi) est une ville située dans la préfecture d'Akita, au Japon.

## Géographie

### Situation
Semboku est située dans l'est de la préfecture d'Akita.

### Démographie
En septembre 2022, la population de Semboku s'élevait à 24 285 habitants, répartis sur une superficie de 1 093,56 km2.

### Climat
Semboku a un climat continental humide avec de grandes différences de température saisonnières : les étés sont chauds (et souvent humides) et des hivers froids (parfois très froids). Les précipitations sont importantes tout au long de l'année, mais elles sont plus importantes d'août à octobre. La température moyenne annuelle à Semboku est de 9,7 °C.

### Hydrographie
Le lac Tazawa, le plus profond du Japon, se trouve dans le centre de la municipalité. 

## Histoire
Semboku a acquis le statut de ville en 2005. Elle est née de la fusion des villes de Kakunodate, de Tazawako et du village de Nishiki. 
AVec ses anciennes maisons de samouraïs, le district de Kakunodate est surnommé « la petite Kyōto de Michinoku ». 

## Transports
Semboku est desservie par la ligne Shinkansen Akita aux gares de Tazawako et Kakunodate, ainsi que par les lignes Tazawako et Akita Nairiku.

## Jumelages
- Ōmura (Japon) depuis 1979
- Sanuki (Japon) depuis 1996
- Shinjō (Japon) depuis 1996
- Takahagi (Japon) depuis 1996
- Hitachiōta (Japon) depuis 1998